# CKOY-FM
Pour la station anciennement connue sous le nom de CKOY-FM, voir CJTS-FM.
CKOY-FM, s'identifiant sous le nom de 107,7 FM, est une station de radio québécoise basée à Sherbrooke qui émet dans région de l'Estrie à la fréquence 107,7 MHz sur la bande FM faisant partie d'un réseau avec le 98,5 Montréal en tête et appartenant à Cogeco Média.

## Histoire

### Les débuts
CHLT a été lancé le 27 juin 1937 à 16 h à la fréquence 1 210 kHz avec une puissance de 100 watts et diffusait de 9 h à 23 h les émissions de Radio-Canada. Le 29 mars 1941, CHLT change de fréquence pour 1 240 kHz et augmente sa puissance à 250 watts, puis à 1 000 watts en 1945, puis change de fréquence en 1946 pour 900 kHz avec La Tribune Ltee comme propriétaire, pour changer de nouveau au 630 kHz en 1949 avec une puissance de 10 000 watts le jour et 5 000 watts la nuit en 1960. En 1967, La Tribune Ltee devient Radio Television Sherbrooke (1967) Inc. Avec les changements de parts d'actions, CHLT devient propriété naturelle de Télémédia, alors que le réseau Télémédia s'est formé en 1973 avec CKAC à la tête du réseau. Le 31 août 1979, CHLT quitte le réseau Radio-Canada lorsque la société ajoute une station en Estrie.

### Radiomédia
Le 30 septembre 1994, devant la baisse des cotes d'écoute de la radio sur le AM, le groupe Télémédia et Radiomutuel ont fermé les stations AM les plus faibles dans leurs marchés respectifs et intègre les stations AM restantes au nouveau groupe Radiomédia détenu à parts égales entre les deux compagnies. CHLT fut épargné mais resta la propriété de Télémédia. Article détaillé : Vendredi noir (radio).
En 2002, Astral Media qui avait acheté Radiomutuel en 1999, achète les parts restantes de Télémédia, incluant CHLT, mais le bureau canadien de la concurrence oblige Astral à vendre ses stations AM pour diminuer les effets de la concentration de la presse. Le 21 janvier 2005, le CRTC approuve l'échange des stations de radio AM d'Astral Media avec certaines radios FM de Corus Entertainment qui prend effet en mai 2005. Radiomédia est alors renommé Corus Québec.

### Le FM Parlé de L'Estrie
Le 24 novembre 2006, le CRTC approuve la conversion de CHLT sur la bande FM à la fréquence 102,1 MHz avec une puissance de 5 800 watts qui prendra effet le 20 août 2007 avec un format Le FM Parlé de L'Estrie. À la suite de problèmes de réception, le CRTC approuve le 30 juillet 2008 la demande de changement de fréquence pour le 107,7 MHz en augmentant la puissance à 24 000 watts.

### Souvenirs Garantis
Le 28 mars 2009, Corus Québec abandonne le format de FM Parlé de toutes ses stations régionales sauf à Montréal, et affilie CHLT-FM au réseau Souvenirs Garantis. Par contre, l'émission matinale Puisqu'il faut se lever de Paul Arcand sur Le 98,5 à Montréal est rediffusée sur CHLT-FM, ainsi que Bonsoir les sportifs de CKAC.
Le 30 avril 2010, Cogeco a annoncé l'achat des stations de Corus Québec pour 80 $ millions, transaction qui fut approuvée par le CRTC le 17 décembre 2010.

### CKOI
Cogeco a pris le contrôle de CHLT-FM ainsi que des stations de radio de Corus Québec le 1er février 2011. À cette date, l'affiliation Souvenirs Garantis passe au 104,5 alors que l'affiliation CKOI passe à CHLT 107,7. Les émissions réseau de Montréal restent à l'horaire alors que les émissions musicales sont remplacés par le son CKOI. 2 semaines plus tard, CKOI dévoile un nouveau logo pour ses stations. Le 21 février 2011, l'émission matinale en provenance de Montréal est remplacée par une émission matinale locale, alors que deux stations de Gatineau et Trois-Rivières s'ajoutent au réseau CKOI. Le 6 décembre 2011 à midi, faute d'acheteur, Cogeco met fin aux activités de la station-sœur CJTS 104,5.

### FM parlé
Le 20 juin 2012, Cogeco annonce que les stations CKOI de Sherbrooke, Trois-Rivières (CKOB-FM) et Gatineau (CKOF-FM) passeront d'un format hybride musical-parlé à un format parlé à compter du 20 août.

### Identité visuelle (logo)

Logo CHLT Souvenirs Garantis
Logo 107,7 Souvenirs Garantis
Logo utilisé entre le 1er et le 14 février 2011 réseau CKOI
Logo 107,7 CKOI du 14 février 2011 à juin 2012

## Animateurs

### Animateurs réseau
- Jacques Fabi, (Fabi la nuit)
- Isabelle Maréchal, (Isabelle Maréchal)
- Ron Fournier, (Bonsoir les sportifs)